# Кардвелл (Квінсленд)
Кардвелл (англ. Cardwell) — місто в австралійському штаті Квінсленд.

## Географія
Кардвелл розташовується у північній частині штату на узбережжі Коралового моря.

### Клімат
Місто знаходиться у зоні, котра характеризується мусонним кліматом. Найтепліший місяць — січень із середньою температурою 26.7 °C (80 °F). Найхолодніший місяць — липень, із середньою температурою 18.9 °С (66 °F).
| Клімат Кардвелла        | Клімат Кардвелла | Клімат Кардвелла | Клімат Кардвелла | Клімат Кардвелла | Клімат Кардвелла | Клімат Кардвелла | Клімат Кардвелла | Клімат Кардвелла | Клімат Кардвелла | Клімат Кардвелла | Клімат Кардвелла | Клімат Кардвелла | Клімат Кардвелла |
| Показник                | Січ.             | Лют.             | Бер.             | Квіт.            | Трав.            | Черв.            | Лип.             | Серп.            | Вер.             | Жовт.            | Лист.            | Груд.            | Рік              |
| Абсолютний максимум, °C | 41,7             | 40,4             | 38,7             | 34,7             | 31,7             | 31,1             | 30,2             | 32,5             | 36               | 36,6             | 37,7             | 42,6             | 42,6             |
| Середній максимум, °C   | 31,6             | 31,3             | 30,7             | 29,2             | 27,1             | 25,3             | 24,9             | 25,9             | 27,6             | 29,4             | 30,8             | 31,6             | 28,8             |
| Середня температура, °C | 27               | 27               | 26               | 24               | 22               | 20               | 19               | 20               | 21               | 24               | 25               | 26               | 23               |
| Середній мінімум, °C    | 22,8             | 22,7             | 21,8             | 19,9             | 17,4             | 14,7             | 13,4             | 14,1             | 16               | 18,6             | 20,8             | 22,1             | 18,7             |
| Абсолютний мінімум, °C  | 17,2             | 16,8             | 14,4             | 11               | 6,1              | 3,3              | 2,8              | 4,2              | 0,2              | 9,2              | 14,4             | 15,1             | 0,2              |
| Норма опадів, мм        | 430              | 460              | 400              | 200              | 90               | 40               | 30               | 20               | 30               | 50               | 100              | 190              | 2110             |
| Днів з дощем            | 15,5             | 16,1             | 16,7             | 14,3             | 11,6             | 7,3              | 5,8              | 5,7              | 5,6              | 6,5              | 8,4              | 11,1             | 124,7            |
| ----------------------- | ---------------- | ---------------- | ---------------- | ---------------- | ---------------- | ---------------- | ---------------- | ---------------- | ---------------- | ---------------- | ---------------- | ---------------- | ---------------- |
| Джерело: Weatherbase    |                  |                  |                  |                  |                  |                  |                  |                  |                  |                  |                  |                  |                  |